# Agethorst
Agethorst er en by og kommune i det nordlige Tyskland, beliggende i Amt Schenefeld i den nordvestlige del af Kreis Steinburg. Kreis Steinburg ligger i den sydvestlige del af delstaten Slesvig-Holsten.

## Geografi
Agethorst ligger omkring 10 km nordvest for Itzehoe. I den nordøstlige del af kommunen krydser motorvejen A23 fra Itzehoe mod Heide, sydøst for den går parallelt hermed Bundesstraße B431.
I kommunen gik indtil 1977 den 13,5 kilometer lange Alsensche Drahtseilbahn fra Alsens Tongrube til en cementfabrik i Itzehoe. Den var blandt de længste industrisvævebaner i Europa.